# Список отраслей науки
Отрасли знания, которым обладает человеческая цивилизация. 
Настоящий краткий список включает группы наук и науки; но не включает дальнейшие подразделения - подотрасли (подразделения, которые не входят непосредственно в какую-либо группу, а входят в состав какой-либо самостоятельной науки (дисциплины).
- Наука (в узком смысле)
  - Формальные науки
    - Логика
    - Математика
    - Информатика (также является технологией)

  - Естественные науки
    - Физика
    - Астрономия
    - Химия
    - Науки о Земле
    - Биология

  - Инжиниринг / Технология
    - Информатика (также является формальной наукой) / Компьютерная инженерия
    - Электротехника
    - Электронная техника
    - Материаловедение
    - Промышленная инженерия
    - Машиностроение
    - Транспортная техника
    - Аэрокосмическая техника
    - Ядерная наука и техника
    - Архитектура
    - Строительная инженерия
    - Инженерная защита окружающей среды
    - Химическая технология
    - Биотехнология / Биоинженерия
    - Биомедицинская инженерия

  - Медицина
    - Стоматология
    - Ветеринария
- Социальные науки[~ 1]
  - Психология
  - Лингвистика
  - Социология
  - Антропология
  - География (Физическая география является наукой о Земле)
  - Экономика
    - Менеджмент

  - Педагогика
  - Политология
  - Право
    - Юриспруденция

  - Культурология
- Гуманитарные науки[~ 2] и Искусства (как отрасли знания)
  - Филология
    - Литературоведение

  - Искусствоведение, по видам искусств:
    - Театр
    - Танец
    - Музыка
    - Живопись

  - Религиоведение
  - История
- Философия Сейчас к философии относят: метафизику, эпистемологию, логику, этику, эстетику, социальную и политическую философию и философию науки.

## Комментарии
1. ↑  Социальные науки (особенно в англоязычных странах) могут рассматриваться как отдельная область исследовательской деятельности (группа дисциплин), отличная от науки (science в узком смысле).
2. ↑  Гуманитарные науки часто (особенно в англоязычных странах) рассматриваются как отдельная область исследовательской деятельности (группа дисциплин), отличная от науки — Humanities.